# Carlos Alberto Souza dos Santos
Carlos Alberto Souza dos Santos (Vianópolis, 9 december 1960), ook bekend onder de naam Carlos, is een voormalig Braziliaans voetballer.

## Carrière
Santos speelde tussen 1981 en 2003 voor Goiás, Novorizontino, Botafogo, Kashima Antlers, Shimizu S-Pulse, Vissel Kobe en Thespa Kusatsu.

## Statistieken

### J.League
| Seizoen | Club            | Competitie | J.League | J.League | J.League Cup | J.League Cup | Totaal | Totaal |
| Seizoen | Club            | Competitie | Wed.     | Dlp.     | Wed.         | Dlp.         | Wed.   | Dlp.   |
| ------- | --------------- | ---------- | -------- | -------- | ------------ | ------------ | ------ | ------ |
| 1992    | Kashima Antlers | J1 League  | -        | -        | 10           | 3            | 10     | 3      |
| 1993    | Kashima Antlers | J1 League  | 32       | 8        | 6            | 0            | 38     | 8      |
| 1994    | Kashima Antlers | J1 League  | 22       | 4        | 1            | 1            | 23     | 5      |
| 1995    | Kashima Antlers | J1 League  | 25       | 5        | -            | -            | 25     | 5      |
| 1995    | Shimizu S-Pulse | J1 League  | 18       | 3        | -            | -            | 18     | 3      |
| 1996    | Shimizu S-Pulse | J1 League  | 27       | 1        | 15           | 1            | 42     | 2      |
| 1997    | Shimizu S-Pulse | J1 League  | 31       | 3        | 6            | 0            | 37     | 3      |
| 1998    | Shimizu S-Pulse | J1 League  | 30       | 4        | 5            | 1            | 35     | 5      |
| 1999    | Shimizu S-Pulse | J1 League  | 27       | 1        | 4            | 0            | 31     | 1      |
| 2000    | Shimizu S-Pulse | J1 League  | 27       | 4        | 5            | 4            | 32     | 8      |
| 2001    | Vissel Kobe     | J1 League  | 26       | 0        | 3            | 0            | 29     | 0      |
| Totaal  | Totaal          | Totaal     | 265      | 33       | 55           | 10           | 320    | 43     |